# Civilian Space eXploration Team

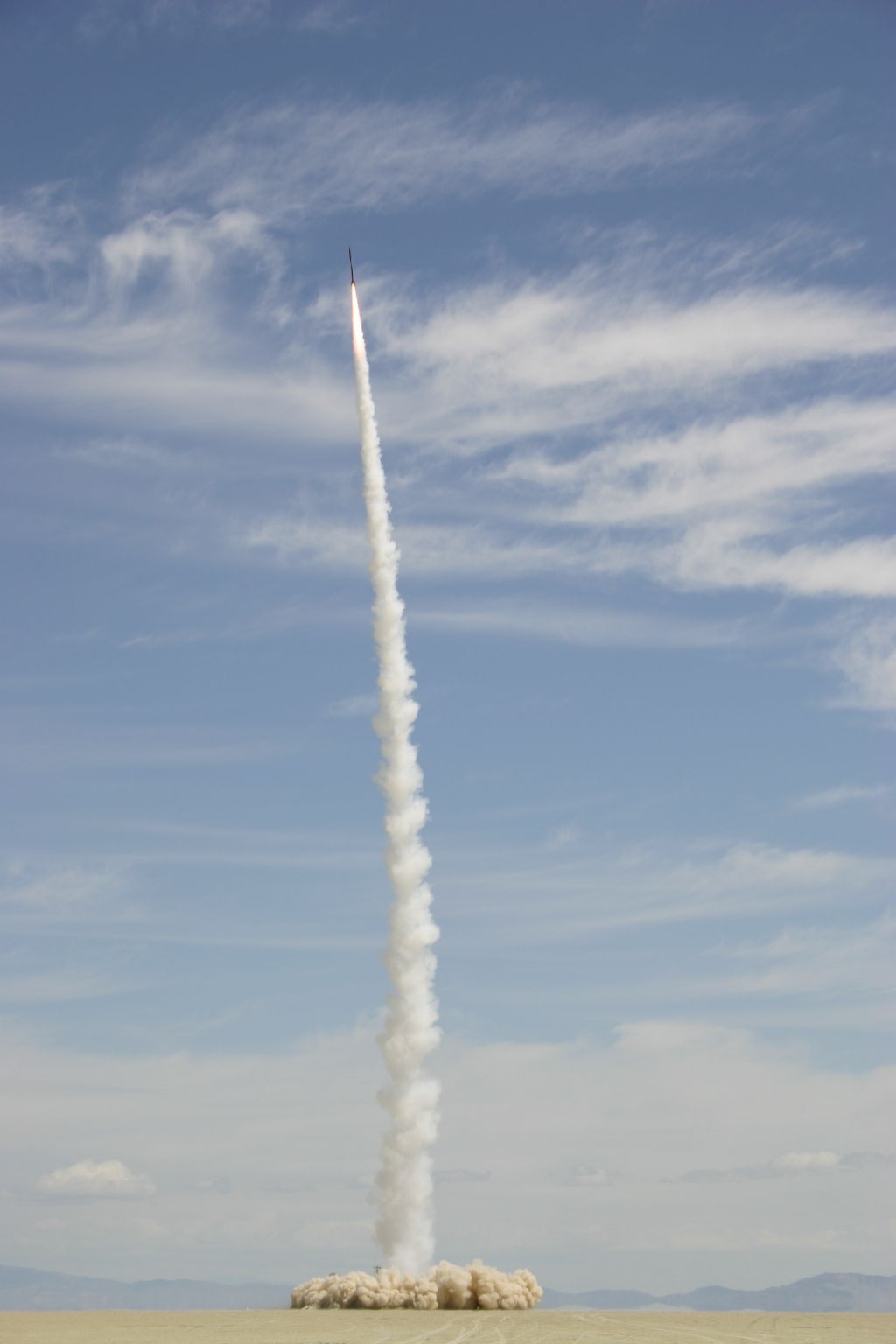
Lanzamiento espacial CSXT/GoFast, 17 de mayo de 2004.

El Civilian Space eXploration Team (Equipo Civil de eXploración Espacial) conocido como CSXT, es un equipo de alrededor de 30 civiles interesados en vuelos espaciales privados. El equipo fue creado por Ky Michaelson. Habiendo realizado múltiples lanzamientos de cohetes en un intento de establecer récords de altitud, CSXT se convirtió en la primera entidad en lanzar oficialmente un cohete amateur al espacio el 17 de mayo de 2004, con el exitoso lanzamiento de su cohete GoFast a 116 km (72 millas) de altitud, una altitud verificado por el análisis de la FAA de los datos de vuelo del equipo.
Orbital Sciences Pegasus logró lanzamientos espaciales anteriores con fondos privados, y muchos equipos de aficionados han hecho afirmaciones no verificadas de vuelos de cohetes que superan los límites del espacio.

## Equipo
Actualmente, Ky Michaelson es el director del programa. El programa de CSXT se subdividió en tres equipos:
1. Diseño de Cohetes y Equipos de Apoyo en Tierra
2. Aviónica y Diseño de Sistemas Terrestres
3. Desarrollo del Sistema de Ponderación del Viento

## Historia
El equipo fue fundado en 1995 por un grupo de aficionados a los modelos de cohetes interesados en los vuelos espaciales. El equipo cuenta con el apoyo de patrocinios corporativos.

### D.R. Hero
El cohete D.R. Hero fue lanzado en agosto de 1995. Estaba dedicado al doble de riesgo Dar Robinson, un difunto amigo de Ky Michaelson. El cohete tenía 18 pies (5 m) de altura y 6 pulgadas de diámetro. Se anticipó que alcanzaría 100 000 pies (30 000 m) No se informó la altura real del lanzamiento. Este cohete falló en una gran falla del motor CATO (catástrofe en el despegue) justo sobre el suelo.

### Lanzamiento de Joe Boxer
Lanzado el 18 de agosto de 1996, este cohete también tenía 18 pies (5 m) de altura y 6 pulgadas de diámetro. El nombre se atribuye al patrocinador que más contribuye, Joe Boxer. Se anticipó que alcanzaría 70 000 pies (21 000 m) ; sin embargo, la altura real obtenida fue de sólo 66 000 pies (20 100 m) Todo el cohete se recuperó después de lo que se consideró un vuelo exitoso. Todos los sistemas del cohete funcionaron según lo previsto y se afirmó que este fue el primer cohete de aficionado que se recuperó intacto después de alcanzar más de 50 000 pies (15 000 m).

### Lanzamientos de un cohetes espaciales

#### 1997
Lanzado el 21 de julio de 1997, este cohete un poco más pequeño medía 17 pies (5 m) de alto y 6 pulgadas de diámetro, con un dardo de etapa superior, de solo 3 o 4 pulgadas de ancho. Fue el primer cohete de dos etapas lanzado por CSXT y se esperaba que alcanzara 400 000 pies (120 000 m) El cohete era una primera etapa P 13,500 utilizada como refuerzo para una etapa superior de motor N. Este habría sido el vuelo de dos etapas de alto rendimiento más grande en la historia de los cohetes aficionados, superando por el doble a los vuelos O 10,000 y M Kosdon. Durante el lanzamiento, una falla electrónica impidió el encendido de la segunda etapa, aunque la primera etapa se desprendió con éxito y fue recuperada con un paracaídas.

#### 2000
Este cohete fue lanzado el 29 de septiembre de 2000 y tenía 15 pies (5 m) de alto y 8.625 pulgadas de diámetro. Se esperaba que alcanzara 60 millas náuticas (110 km) con una velocidad máxima de 3205 mph (5158 km/h) . Después del lanzamiento, el cohete encontró problemas a 45 000 pies (13 700 m), donde el viento cortó la aleta, causando que el cohete se rompiera. Aunque el lanzamiento fue bastante fallido, estableció un récord para la velocidad de cohetes de aficionados de 3205 mph (5158 km/h).

#### 2002
Este cohete fue lanzado el 19 de septiembre de 2002. Fue lanzado en el desierto de Black Rock en Nevada. El cohete estaba equipado con un motor de combustible sólido. El motor debía acelerar el cohete a Mach 5. El cohete estaba equipado con receptores y antenas GPS, dispositivos de grabación de video y una serie de dispositivos de monitoreo de vuelo. Tres segundos después del lanzamiento del cohete, el motor quemó la carcasa, lo que provocó que el cohete fallara.

#### 2004 "GoFast"

Cronología de los vuelos suborbitales SpaceShipOne, SpaceShipTwo, CSXT y New Shepard. Cuando el propulsor y la cápsula alcanzaron altitudes diferentes, se traza la mayor. En el archivo SVG, desplace el cursor sobre un punto para mostrar los detalles.

El cohete fue lanzado el lunes 17 de mayo de 2004. Este cohete fue el primer cohete amateur en superar 100 kilómetros (62,1 mi), el límite oficial del espacio ultraterrestre. Fue lanzado en el desierto de Black Rock. El cohete alcanzó una velocidad máxima de 3420 mph (5500 km/h) en 10 segundos, y alcanzó una altitud estimada de 72 millas (116 km). La aviónica se recuperó mediante el despliegue de un paracaídas. La altitud final verificada fue publicada como 72 millas (116 km).
El cohete tenía 21 pies (6 m) de alto y 10 pulgadas (25 cm) de diámetro, y utilizó un propulsor sólido a base de perclorato de amonio.

#### 2014 "GoFast"
El 14 de julio de 2014, el equipo repitió su logro con un segundo lanzamiento espacial exitoso, que estableció nuevos récords para el cohete amateur más alto y rápido jamás lanzado. El análisis de los datos de la Unidad de Medición Inercial (IMU) de grado militar recuperada que voló a bordo muestra que el cohete GoFast alcanzó una altitud de   
385.800 pies, 385,8 pies (0,1 mi) sobre el nivel del mar y alcanzó una velocidad máxima de 3580 mph (5800 km/h).